# Мороз, Дарья Юрьевна
Да́рья Ю́рьевна Моро́з (род. 1 сентября 1983, Ленинград) — советская и российская актриса театра, кино, телевидения, озвучивания и дубляжа, кинорежиссёр, сценаристка и кинопродюсер, заслуженная артистка Российской Федерации (2018). Дважды лауреат российской кинопремии «Ника» (2009, 2015), а также лауреат российской театральной премии «Золотая маска» (2019). Ведущая актриса МХТ имени Чехова.

## Биография
Дарья Мороз родилась 1 сентября 1983 года в Ленинграде в актёрской семье. По отцовской линии имеет украинские корни, по материнской — еврейские.
Благодаря тому, что росла в актёрской семье, очень рано начала сниматься в кино. Её дебют состоялся в возрасте трёх месяцев в роли похищенного младенца в советском фильме «Милый, дорогой, любимый, единственный…» (1984) режиссёра Динары Асановой.
В детстве занималась художественной гимнастикой, но тренер не увидел в ней таланта гимнастки. Потом увлеклась фигурным катанием и заняла второе место на одном из соревнований. Занималась также в анимационной студии, студии живописи, театральной студии.
В годы учёбы в средней школе продолжала сниматься в кино, сыграв в пяти художественных фильмах: «Семьянин» (1991), «Чёрный квадрат» (1992), «Русский регтайм» (1993), «Кризис среднего возраста» (1997), «Директория смерти» (1999).
Родители Дарьи Мороз не хотели влиять на выбор профессии дочери. Они просто рассказали ей несколько правдивых историй из жизни людей искусства. Выслушав их, дочь отказалась от вызревавшего ещё в школьные годы желания поступать в театральный вуз и решила поступать в МГИМО. К этому времени режиссёр Георгий Данелия пригласил её на первую большую роль Маши Сорокиной в комедии «Фортуна» (2000), за которую на Открытом российском кинофестивале «Кинотавр-2000» в Сочи она была отмечена Специальным упоминанием большого жюри — «Надежда Кинотавра» (приз компании «Русская игра»). Именно во время съёмок в этой картине Дарья твёрдо решила стать актрисой.
В 1999 году Дарья Мороз поступила на актёрский факультет Школы-студии МХАТ в Москве, на курс Романа Козака и Дмитрия Брусникина. В 2003 году окончила обучение и была принята в труппу Московского художественного театра имени А. П. Чехова.
С 2000 года сотрудничает с Московским театром Олега Табакова.
В 2005 году окончила продюсерский факультет Высших курсов сценаристов и режиссёров (ВКСР) в Москве (мастерская Владилена Владиленовича Арсеньева).
В 2009 году принимала участие в музыкально-развлекательном телешоу «Две звезды» на «Первом канале» в паре с певицей Пелагеей.
С 2014 года сотрудничает с Государственным театром наций в Москве, где занята в спектаклях «Гаргантюа и Пантагрюэль» по одноимённому роману Франсуа Рабле в постановке Константина Богомолова и «Сказки Пушкина» по произведениям А. С. Пушкина режиссёра Роберта Уилсона.
С 2022 года является членом жюри в шоу «Фантастика» на Первом канале.
В начале 2023 года дебютировала в качестве режиссёра, приступив к съёмкам мини-сериала «Секс. До и после», состоящего из 14 пятнадцатиминутных эпизодов. Премьера состоялась 12 октября 2023 года в онлайн-кинотеатре Okko.

## Семья

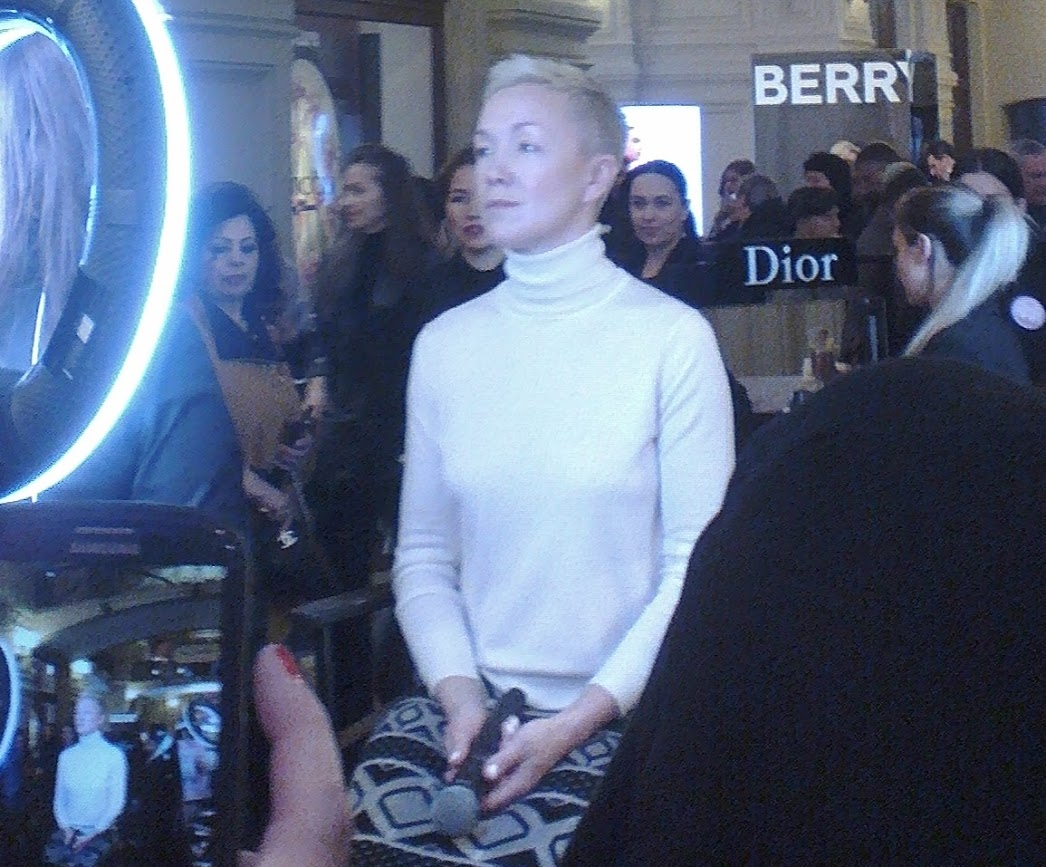
Дарья Мороз в ГУМе.
Москва, 18 октября 2019 года

Отец — Юрий Павлович Мороз (1956—2025), режиссёр. Похоронен в Москве на Ваганьковском кладбище рядом с первой женой.
Мать — Марина Викторовна Левтова (27 апреля 1959 — 27 февраля 2000), актриса. Похоронена в Москве на Ваганьковском кладбище. Тяжело переживала гибель матери, позже долго не могла наладить отношения со второй женой отца — актрисой Викторией Исаковой. При этом обе часто снимались в одних и тех же картинах.
Мачеха — Виктория Евгеньевна Исакова, актриса. 
Первый муж — Андрей Николаевич Томашевский (род. 20 апреля 1972), режиссёр. Разошлись из-за его нежелания иметь детей.
Второй муж — Константин Юрьевич Богомолов (род. 23 июля 1975), российский театральный режиссёр, поэт. Познакомились в 2009 году, когда Богомолов пригласил Мороз на роль богатой молодой вдовы Евлампии Купавиной в свой спектакль «Волки и овцы» по одноимённой пьесе Александра Островского в «Табакерке». После развода с первым мужем брак зарегистрировали 11 мая 2010 года. 18 августа 2018 года развелись, оставшись в хороших отношениях. 
- Дочь — Анна Константиновна Богомолова (род. 6 сентября 2010)[17], учится[источник не указан 1021 день] в немецкой школе при Посольстве Германии в России и детской музыкальной школе, а также занимается теннисом[15][18].

## Общественная позиция
В декабре 2011 года Дарья Мороз подписала обращение деятелей культуры и медиа, в котором те призывали москвичей выйти на митинг (общегражданскую акцию протеста) на проспекте Академика Сахарова 24 декабря.
23 августа 2018 года была зарегистрирована доверенным лицом кандидата на должность мэра Москвы Сергея Собянина на выборах в единый день голосования 9 сентября 2018 года.

## Творчество

### Роли в театре

#### Московский театр Олега Табакова
- 2000 — «Песочный человек» по пьесе Александра Марина (по одноимённой сказочной новелле немецкого писателя Эрнста Теодора Амадея Гофмана). Режиссёр: Александр Марин (премьера — 22 декабря 2000 года) — Клара, невеста Натана / Коппелия, кукла (две роли в одном спектакле)
- 2003 — «Тёзка Швейцера» по пьесе Виктора Шендеровича. Режиссёр: Александр Дзекун (спектакль не состоялся, был закрыт до премьеры[21]) — Фема, дочь вождя
- 2005 — «Болеро» по пьесе чешского и австрийского драматурга Павла Когоута. Режиссёр: Владимир Петров (премьера — 29 ноября 2005 года) — Анна
- 2009 — «Волки и овцы» по пьесе одноимённой пьесе Александра Островского. Режиссёр: Константин Богомолов (премьера — 15 октября 2009 года) — Евлампия Николаевна Купавина, богатая молодая вдова
- 2012 — «Год, когда я не родился» по пьесе Виктора Розова «Гнездо глухаря». Режиссёр: Константин Богомолов (премьера — 26 мая 2012 года) — Искра Судакова, журналист[22][23]
- 2014 (по настоящее время) — «Чайка» по одноимённой пьесе А. П. Чехова. Режиссёр: Константин Богомолов (премьера — 8 марта 2014 года) — Маша, дочь поручика в отставке Ильи Афанасьевича Шамраева

#### Московский Художественный театр имени А. П. Чехова
- 2001 — «Ю» Ольги Мухиной. Режиссёр: Евгений Каменькович — Пирогова
- 2002 — «Вечность и ещё один день» Милорада Павича. Режиссёр Владимир Петров — Калина
- 2003 — «Тот, кто получает пощёчины» Леонида Андреева. Режиссёр: Райа-Синикка Рантала — Консуэлла
- «Амадей» Питера Шеффера. Режиссёр: Марк Розовский — Катарина Кавальери, ученица Сальери (ввод)
- «Татуированная роза» Теннесси Уильямса. Режиссёр: Марк Розовский — Роза делла Роза (ввод)
- 2004 — «Тартюф» Мольера. Режиссёр: Нина Чусова — Мариана, дочь Оргона
- 2004 — «Изображая жертву» братьев Пресняковых. Режиссёр: Кирилл Серебренников — Ольга (ввод)
- 2006 — «Учитель словесности» А. П. Чехова. Режиссёр: Николай Шейко — Людмила
- 2006 — «Живи и помни» Валентина Распутина. Режиссёр: Владимир Петров — Настёна
- 2007 — «Двенадцать картин из жизни художника» Юрия Купера. Режиссёр: Владимир Петров — Незнакомка
- 2007 — «Женщина с моря» Генрика Ибсена. Режиссёр: Юрий Ерёмин — Болетта
- 2009 — «Дворянское гнездо» И. С. Тургенева. Режиссёр: Марина Брусникина — Варвара Павловна
- 2012 — «Событие» В. В. Набокова. Режиссёр: Константин Богомолов — Элеонора Шнап
- 2013 — «Идеальный муж. Комедия», сочинение Константина Богомолова по произведениям Оскара Уайльда. Режиссёр: Константин Богомолов — Гертруда Тернова, жена министра Роберта Тернова
- 2013 — «Карамазовы», фантазии режиссёра Константина Богомолова на тему романа Ф. М. Достоевского «Братья Карамазовы». Режиссёр: Константин Богомолов — Катя-кровосос
- 2015 — «Юбилей ювелира» Николы МакОлиффа. Режиссёр: Константин Богомолов — Кэти, сиделка
- 2017 — «Мужья и жёны», сценическая версия Константина Богомолова одноимённого художественного фильма американского кинорежиссёра Вуди Аллена. Режиссёр: Константин Богомолов (премьера — 14 июня 2017 года) — Джуди Рот
- 2018 — «Три сестры» А. П. Чехова. Режиссёр: Константин Богомолов (премьера — 30 мая 2018 года) — Николай Львович Тузенбах, барон, поручик[24]
- 2020 — «Чайка» по одноимённой пьесе А. П. Чехова. Режиссёр: Оскарас Коршуновас (премьера — 28 февраля 2020 года) — Ирина Николаевна Аркадина, по мужу Треплёва, актриса

#### Государственный театр наций(Москва)
- 2014 — «Гаргантюа и Пантагрюэль» по роману Франсуа Рабле. Режиссёр: Константин Богомолов — Мама и не только / Принцесса Бакбук и не только
- 2015 — «Сказки Пушкина» по произведениям А. С. Пушкина. Режиссёр: Роберт Уилсон — Ткачиха, Медведиха, Царь Дадон

#### Государственный драматический театр «Приют комедианта»(Санкт-Петербург)
- 2011 (по настоящее время) — «Лир», чёрная комедия по мотивам трагедии Уильяма Шекспира «Король Лир». Режиссёр-постановщик: Константин Богомолов (премьера — 23 сентября 2011 года) — Семён Михайлович Корнуэлл, генерал армии / доктор Лунц[25]

### Фильмография

#### Роли в кино
- 1984 — Милый, дорогой, любимый, единственный… — Герочка, украденный младенец / Даша
- 1991 — Семьянин — дочь дальнобойщика Василия Колыванова
- 1992 — Чёрный квадрат — Лида Меркулова
- 1993 — Русский регтайм — Леночка, дочь отца Миши
- 1997 — Кризис среднего возраста — Лена Спилягина
- 1999 — Директория смерти (новелла «Ваза») — Юля
- 2000 — Фортуна — Маша Сорокина, невеста Вадима
- 2000 — Афинские вечера — Наташа, пианистка, внучка Анны Павловны
- 2001 — Дикарка — Варвара (Варя) Кирилловна Зубарева, «барышня-дикарка»
- 2001 — Саломея — Катенька Бронина, сестра Саломеи Петровны
- 2001 — Кобра. Антитеррор (фильм № 7 «Таллинский экспресс») — Эва Саксон, эстонская журналистка
- 2002 — Женская логика — Виктория Корзун, дочь убитого бизнесмена Игоря Корзуна
- 2002 — Каменская 2 (фильм № 2 «Я умер вчера») — Виктория Уланова
- 2003 — Театральный блюз — Анна Астахова, студентка театрального училища
- 2004 — Женщины в игре без правил — Маша Передреева, деревенская деваха
- 2004 — Холостяки — Соня, невеста Толи
- 2004 — Прощальное эхо — Оксана Перфильева
- 2005 — Гибель империи — Екатерина, горничная
- 2005 — Умножающий печаль — Елена Остроумова, личный секретарь Ордынцева
- 2005 — Двенадцать месяцев (Беларусь) — падчерица
- 2005 — Дополнительное время — Мария, девушка из эскорт-услуг, последняя любовь Деева
- 2005 — Море волнуется раз (короткометражный) — Марина
- 2005 — Дети Ванюхина — Светлана, попутчица директора завода
- 2006 — Точка — Нина («Мойдодырка»), проститутка
- 2006 — Нанкинский пейзаж — Надя / Чженьцзин
- 2008 — Живи и помни — Настасья Гуськова (Настёна), жена фронтовика-дезертира Андрея Гуськова
- 2008 — Оттепель (Украина) — Наташа
- 2008 — Апостол — Лидия Сергеевна Истомина, библиотекарша, жена Павла Истомина
- 2008 — Братья-детективы — Екатерина Мухина
- 2008 — Француз Серёжа (Россия, Франция) — Ирина, мать Серёжи, бывшая жена Антона
- 2009 — Холодное сердце — Лариса Панина, медсестра
- 2009 — Пелагия и белый бульдог — Людмила Платоновна, губернаторша
- 2009 — Прыжок афалины (Казахстан) — Майя Керимова, аналитик Главного управления МВД Казахстана
- 2009 — Две дамы в Амстердаме — Светлана
- 2009 — Ловушка (Украина) — Вера Русакова, тележурналист
- 2010 — Дом Солнца — Полина Крепак («Герда»)
- 2010 — Сага о хантах — Мария, фельдшер
- 2010 — Французский доктор — Лариса Панина, медсестра
- 2011 — Достоевский — Александра Ивановна Шуберт-Яновская (Сашенька), русская актриса
- 2011 — Сказка. Есть — «Барби», кукла-мама
- 2011 — Чёрные волки — Вера Самарина, бывшая подруга Павла Хромова
- 2011 — Забытый — Анна Титова, портниха
- 2011 — «Кедр» пронзает небо — Алла Канторович, возлюбленная Сергея Лыкова
- 2011 — Сильная — Ольга Внукова, лейтенант
- 2012 — Дирижёр — Ольга, случайная попутчица Сергея Никодимова
- 2012 — Не плачь по мне, Аргентина! — Алла Вершинина, успешная бизнес-леди
- 2012 — Без свидетелей — Елена, жена Олега
- 2012 — Стальная бабочка — Татьяна, любовница Григория Ханина
- 2012 — Краплёный — Вероника, однокурсница и коллега Олега
- 2014 — Департамент — Алёна Ивановна Ревнивцева, адвокат
- 2014 — Дом с лилиями — Таисия, настоящая мать Лилии Говоровой
- 2014 — Долгий путь домой — Надежда
- 2014 — Инквизитор — Кира Эдуардовна Фальк, помощник по связям с общественностью начальника районного Следственного комитета Георгия Тимофеевича Носкова
- 2014 — Дурак — Мария Никитина, жена Никитина
- 2014 — Обними меня — Мария Озерова
- 2015 — А зори здесь тихие… — Мария, квартирная хозяйка старшины Васкова
- 2015 — Дед Мазаев и Зайцевы — Маргарита Зайцева
- 2015 — Пионеры-герои — Екатерина Елисеева
- 2016 — Дилетант — Кира Андреевна Соломина, капитан полиции, старший следователь по тяжким и особо тяжким преступлениям отдела МВД, мать Агаты
- 2016 — Всё исправить — Вива, PR-менеджер группы «MBAND», затем стала работать на «Звезду»
- 2016 — Так сложились звёзды (Казахстан) — Раиса Максимовна Горбачёва
- 2016 — Преступление — Александра Москвина, следователь СК
- 2016 — Право на ошибку — Лариса
- 2017 — Графомафия — Виктория, парикмахерша, подруга Сизухина
- 2017 — Красные браслеты — Алёна, мама Кристины
- 2017 — Икра — Светлана Викторовна Костенко, жена следователя ОБХСС Александра Ивановича Костенко
- 2018 — Русалки — Ольга Анатольевна Белова, следователь
- 2018 — Чужая кровь — Вилора Сергеевна, высокопоставленная чиновница, любовница Бориса
- 2019 — День до (новелла № 2 «Мишка») — Вера Турицына, мама Мишки и Насти
- 2019 — Содержанки — Лена (Елена) Анатольевна Широкова Широкова, 35 лет, сотрудница уголовного розыска Отдела МВД России по району Замоскворечье города Москвы (первый сезон), куратор галереи Даши (второй сезон), куратор кластера (третий сезон), бывшая любовница Максима Глушкова, бывшая невеста Глеба Ольховского, мать Дмитрия Широкова и Глеба. Убита Стивеном в 31 серии
- 2019 — Счастье – это… Часть 2 — Ханна
- 2019 — Триада — Рита, жена Толика
- 2020 — Содержанки 2 — Лена Широкова, любовница Глеба Ольховского
- 2021 — Угрюм-река — Дарья Сергеевна, ссыльная революционерка, сожительница Аркадия
- 2021 — Содержанки 3 — Лена Широкова, любовница Глеба Ольховского
- 2021 — Клиника счастья — Алёна Юрьевна Липницкая
- 2021 — Собирайся, поедем на праздник (короткометражка) — Майя
- 2021 — Медиатор — Вера Громова
- 2021 — Ёлки 8 — мама Глаши
- 2022 — Мира — Светлана, мать Леры Арабовой
- 2023 — Содержанки 4 — Лена Широкова
- 2023 — Жить жизнь — Рита, подруга Анны, деловая партнёрша
- 2023 — Секс. До и после — Дарья, администратор бара (все серии)
- 2024 — Василиса и хранители времени — Даша
- 2025 — Разящий луч (телесериал) — Леонардо

#### Озвучивание
- 2016 — Коллектор — Ксения (голос за кадром)

#### Дубляж
- 1993 — Список Шиндлера (США)
- 1993 — Миссис Даутфайр (США) — Лидия Хиллард (роль Лизы Джейкаб)
- 2006 — Астерикс и викинги (мультфильм, Франция) — Абба
- 2009 — Типа крутой охранник (США) — Брэнди (роль Анны Фэрис)
- 2009 — Дориан Грей (Великобритания) — Эмили Уоттон (роль Ребекки Холл)

#### Режиссёр
- 2023 — Секс. До и после

#### Автор идеи и продюсер
- 2019 — Содержанки

#### Продюсер
- 2021 — Собирайся, поедем на праздник (короткометражка; креативный продюсер)
- 2023 — Жить жизнь (второй сезон)

## Признание заслуг

### Государственные награды Российской Федерации
- 2018 — почётное звание «Заслуженный артист Российской Федерации» — за большой вклад в развитие отечественной культуры, искусства, средств массовой информации и многолетнюю плодотворную деятельность[3].

### Общественные награды и премии
- 2000 — «Специальное упоминание большого жюри — „Надежда Кинотавра“» (приз компании «Русская игра») на Открытом российском кинофестивале «Кинотавр» в Сочи — за роль Маши Сорокиной в художественном фильме «Фортуна» (2000)[7].
- 2001 — приз «За лучшую женскую роль» на кинофестивале во Владикавказе — за роль Варвары Зубаревой в художественном фильме «Дикарка» (2001)[26].
- 2006 — премия «Silver Hugo» за лучшую женскую роль на Международном кинофестивале в Чикаго — за роль Нины «Мойдодырки» в фильме «Точка» (2006), совместно с Викторией Исаковой и Анной Уколовой.
- 2006 — приз за лучшую женскую роль на XIV фестивале русского кино в Онфлёре (Франция) — за роль Нади в фильме «Нанкинский пейзаж» (2006)[27].
- 2006 — театральная премия «Чайка» в номинациях «Двойной удар» (вместе с Дмитрием Куличковым), «Прорыв» и «Некоторые любят погорячее» (вместе с Дмитрием Куличковым) — за роль в спектакле «Живи и помни» режиссёра Владимира Петрова на сцене Московского художественного театра имени А. П. Чехова[28].
- 2009 — кинопремия «Ника» «За лучшую женскую роль» за 2008 год — за роль Насти в художественном фильме «Живи и помни» (2008)[29].
- 2015 — кинопремия «Ника» «За лучшую женскую роль второго плана» за 2014 год — за роль Марии Никитиной в художественном фильме «Дурак» (2014).
- 2015 — приз за лучшую женскую роль на кинофестивале «Виват, кино России!» в Санкт-Петербурге — за роль Таисии в телесериале «Дом с лилиями» (2014)[30].
- 2019 — театральная премия «Золотая маска» в номинации «Драма/женская роль» (театральный сезон 2017/2018) — за исполнение роли барона Тузенбаха в спектакле «Три сестры» по одноимённой пьесе А. П. Чехова в постановке Константина Богомолова на сцене Московского художественного театра имени А. П. Чехова[31][32].